# Agriphila cernyi
Agriphila cernyi là một loài bướm đêm trong họ Crambidae.